# 2004年夏季残疾人奥林匹克运动会苏丹代表团
2004年夏季残疾人奥林匹克运动会苏丹代表团是苏丹派出的2004年夏季残疾人奥林匹克运动会代表团。未获得奖牌。